# Eric Woolfson
Eric Norman Woolfson, född 18 mars 1945 i Glasgow, död 2 december 2009 i London, var en brittisk (skotsk) låtskrivare, sångare, pianist och musikproducent. 
Woolfson började sin karriär som låtskrivare åt bland annat Hermans Hermits på 1960-talet. I början av 1970-talet träffade han producenten Alan Parsons och tillsammans bildade de två The Alan Parsons Project, en grupp som blev framgångsrik åren 1976–1987. 1990 gick de två skilda vägar efter en tvist i samband med inspelningen av albumet Freudiana. Woolfson ägnade sig sedan dess främst åt att arbeta med musikaler.

## Diskografi (urval)
Album
- Freudiana (1991) (Musikalsoundtrack, känd som Black Freudiana)
- Gaudi (1996)
- Gambler (1997)
- Poe: More Tales of Mystery and Imagination (2003)
- Eric Woolfson Sings The Alan Parsons Project That Never Was (2009)
- Edgar Allan Poe (2009)
- Somewhere In The Audience (2013)

Singlar
- "Freudiana" (1990)
- "Forbidden Fruit" (1995)
- "Closer To Heaven" (1996)
- "Somewhere In The Audience" (med Steve Balsamo) (2003)
- "Immortal" (med Steve Balsamo) (2003)